# Home Riggs Popham
Pour les articles homonymes, voir Popham.
Home Riggs Popham, né à Gibraltar le 12 octobre 1762 et mort le 20 septembre 1820 à Cheltenham, est un amiral britannique qui servit pendant les guerres de la Révolution française et les guerres napoléoniennes. Promu contre-amiral en 1814, il fut honoré de l'Ordre du Bain en 1815, ce qui l’anoblit. Il fut par ailleurs un membre de la Royal Society à partir du 18 avril 1799.
Home Riggs Popham s'engagea dans la Royal Navy en 1778. Il servit sous le commandement de George Brydges Rodney jusqu'à la fin de la Guerre d'indépendance des États-Unis. En 1783, il fut promu lieutenant puis il participa à diverses entreprises commerciales, notamment pour le compte de la Compagnie britannique des Indes orientales. Il reprit sa carrière d'officier de marine sous les ordres du duc Frédéric d'York, dont il gagna la confiance, ce qui lui permit d'obtenir le grade de capitaine de vaisseau en 1795. Il prit alors part de façon active aux guerres de la Révolution française et aux guerres napoléoniennes sur divers théâtres d'opération. En 1798, il mena une attaque d'envergure sur le port d'Ostende, qui aboutit à la destruction des canonnières françaises qui s'y trouvaient mais également à la capture des soldats britanniques impliqués dans l'expédition. Il conduisit également la première invasion britannique de Buenos Aires.
Home Riggs Popham est particulièrement connu pour ses avancées technologiques, en particulier le développement d'un code par pavillon connu sous le nom de «Telegraphic Signals of Marine Vocabulary» et adopté par la Royal Navy en 1803.

## Liens externes

England expects that every man will do his duty codé selon le « Telegraphic Signals of Marine Vocabulary » de Popham.